# Gare de Pont-Hébert
Gare de Pont-Hébert vasútállomás Franciaországban, Pont-Hébert településen.

## Vasútvonalak
Az állomást az alábbi vasútvonalak érintik:
- Lison–Lamballe-vasútvonal

## Kapcsolódó állomások
A vasútállomáshoz az alábbi állomások vannak a legközelebb:
- Gare de Saint-Lô (Gare de Lamballe, Lison–Lamballe-vasútvonal)
- Gare de Lison (Gare de Lison, Lison–Lamballe-vasútvonal)